# Ozières
Ozières is een gemeente in het Franse departement Haute-Marne (regio Grand Est) en telt 58 inwoners (2009). De plaats maakt deel uit van het arrondissement Chaumont.

## Geografie
De oppervlakte van Ozières bedraagt 10,4 km², de bevolkingsdichtheid is dus 5,6 inwoners per km².

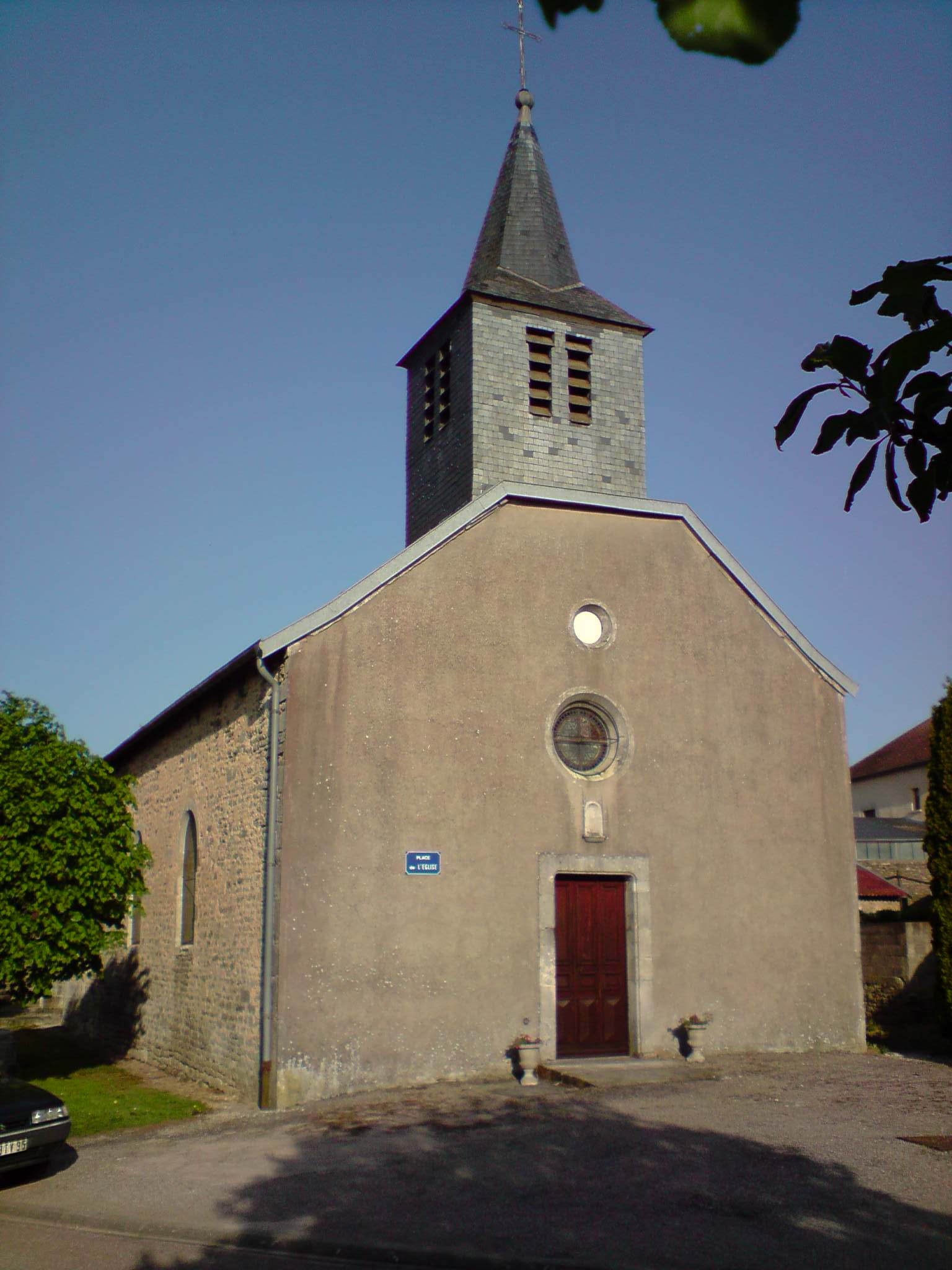

De onderstaande kaart toont de ligging van Ozières met de belangrijkste infrastructuur en aangrenzende gemeenten.

## Demografie
Onderstaande figuur toont het verloop van het inwonertal (bron: INSEE-tellingen).